# Damernas 4 × 100 meter medley vid världsmästerskapen i kortbanesimning 2022
Damernas 4 × 100 meter medley vid världsmästerskapen i kortbanesimning 2022 avgjordes den 18 december 2022 i Melbourne Sports and Aquatic Centre i Melbourne i Australien.
Guldet togs av USA:s kapplag som noterade ett nytt världsrekord efter ett lopp på 3 minuter och 44,35 sekunder. Silvret togs av Australien och bronset av Kanada.

## Rekord
Inför tävlingens start fanns följande världs- och mästerskapsrekord:
|                   | Nation | Tid     | Ort              | Datum            |
| ----------------- | ------ | ------- | ---------------- | ---------------- |
| Världsrekord      | USA    | 3.44,52 | Budapest, Ungern | 21 november 2020 |
| Mästerskapsrekord | USA    | 3.45,58 | Hangzhou, Kina   | 16 december 2018 |

Följande nya rekord noterades under mästerskapet:
| Datum       | Omgång | Namn                                                                                 | Nation | Tid     | Rekord     |
| ----------- | ------ | ------------------------------------------------------------------------------------ | ------ | ------- | ---------- |
| 18 december | Final  | Claire Curzan (56,47) Lilly King (1.02,88) Torri Huske (54,53) Kate Douglass (50,47) | USA    | 3.44,35 | 0VR0, 0MR0 |

## Resultat

### Försöksheat
Försöksheaten startade klockan 12:17.
| Placering | Heat | Bana | Nation         | Simmare                                                                                                  | Tid           | Noteringar    |
| --------- | ---- | ---- | -------------- | --- | ------------- | ------------- |
| 1         | 1    | 5    | USA            | Alex Walsh (56,60) Lilly King (1.04,03) Kate Douglass (54,46) Erika Brown (52,58)                        | 3.47,67       | 0Q0           |
| 2         | 1    | 3    | Australien     | Mollie O'Callaghan (55,81) Chelsea Hodges (1.05,24) Alexandria Perkins (56,27) Meg Harris (51,58)        | 3.48,90       | 0Q0           |
| 3         | 1    | 4    | Kanada         | Kylie Masse (56,41) Rachel Nicol (1.05,44) Katerine Savard (57,21) Rebecca Smith (52,34)                 | 3.51,40       | 0Q0           |
| 4         | 2    | 4    | Sverige        | Louise Hansson (56,84) Klara Thormalm (1.05,27) Sara Junevik (56,05) Sofia Åstedt (54,33)                | 3.52,49       | 0Q0           |
| 5         | 2    | 2    | Japan          | Rio Shirai (58,11) Reona Aoki (1.04,31) Ai Soma (56,98) Yume Jinno (53,52)                               | 3.52,92       | 0Q0           |
| 6         | 2    | 6    | Nederländerna  | Maaike de Waard (56,78) Tes Schouten (1.04,75) Kim Busch (57,81) Valerie van Roon (53,61)                | 3.52,95       | 0Q0, 0NR0     |
| 7         | 1    | 6    | Frankrike      | Mary-Ambre Moluh (57,36) Charlotte Bonnet (1.05,58) Béryl Gastaldello (56,90) Mélanie Henique (53,71)    | 3.53,55       | 0Q0, 0NR0     |
| 8         | 2    | 5    | Kina           | Wan Letian (58,08) Yang Chang (1.05,26) Yang Junxuan (57,32) Cheng Yujie (53,91)                         | 3.54,57       | 0Q0           |
| 9         | 2    | 3    | Italien        | Silvia Scalia (57,64) Sara Franceschi (1.06,77) Ilaria Cusinato (57,94) Costanza Cocconcelli (53,27)     | 3.55,62       |               |
| 10        | 1    | 7    | Sydkorea       | Kim San-ha (58,01) Moon Su-a (1.06,87) Kim Seo-yeong (57,79) Hur Yeon-kyung (53,99)                      | 3.56,66       |               |
| 11        | 1    | 8    | Slovakien      | Tamara Potocká (58,73) Andrea Podmaníková (1.07,13) Zora Ripková (59,24) Teresa Ivanová (54,40)          | 3.59,50       | 0NR0          |
| 12        | 2    | 7    | Sydafrika      | Milla Drakopoulos (1.00,30) Emily Visagie (1.07,40) Rebecca Meder (57,68) Caitlin de Lange (54,26)       | 3.59,64       | 0AR0          |
| 13        | 1    | 1    | Nya Zeeland    | Emma Godwin (1.00,01) Helena Gasson (1.06,77) Hazel Ouwehand (1.00,01) Rebecca Moynihan (54,13)          | 4.00,92       | 0NR0          |
| 14        | 2    | 1    | Hongkong       | Cindy Cheung (1.01,82) Lam Hoi Kiu (1.09,10) Yeung Hoi Ching (1.00,31) Sze Hang-yu (54,03)               | 4.05,26       |               |
| 15        | 2    | 8    | Peru           | Alexia Sotomayor (1.01,44) McKenna DeBever (1.11,26) María Fe Muñoz (1.03,21) Rafaela Fernandini (56,82) | 4.12,73       | 0NR0          |
| 16        | 1    | 2    | Storbritannien | | Startade inte | Startade inte |

### Final
Finalen startade klockan 21:03.
| Placering | Bana | Nation        | Simmare                                                                                              | Tid             | Noteringar      |
| --------- | ---- | ------------- | --- | --------------- | --------------- |
| 1         | 4    | USA           | Claire Curzan (56,47) Lilly King (1.02,88) Torri Huske (54,53) Kate Douglass (50,47)                 | 3.44,35         | 0VR0            |
| 2         | 5    | Australien    | Kaylee McKeown (55,74) Jenna Strauch (1.04,49) Emma McKeon (53,93) Meg Harris (50,76)                | 3.44,92         | 0AR0            |
| 3         | 3    | Kanada        | Ingrid Wilm (55,36) Sydney Pickrem (1.04,42) Maggie Mac Neil (54,59) Taylor Ruck (51,85)             | 3.46,22         | 0NR0            |
| 4         | 7    | Nederländerna | Kira Toussaint (56,53) Tes Schouten (1.05,28) Maaike de Waard (55,42) Marrit Steenbergen (50,47)     | 3.47,70         | 0NR0            |
| 5         | 6    | Sverige       | Hanna Rosvall (56,37) Sophie Hansson (1.04,96) Louise Hansson (54,57) Michelle Coleman (51,94)       | 3.47,84         |                 |
| 6         | 1    | Frankrike     | Pauline Mahieu (57,22) Charlotte Bonnet (1.04,12) Béryl Gastaldello (56,20) Mary-Ambre Moluh (52,74) | 3.50,28         | 0NR0            |
| 7         | 8    | Kina          | Peng Xuwei (57,64) Tang Qianting (1.03,56) Yang Junxuan (57,49) Liu Shuhan (52,75)                   | 3.51,44         |                 |
| 8         | 2    | Japan         | Sayaka Akase (58,07) Reona Aoki (1.04,65) Ai Soma (57,19) Chihiro Igarashi                           | Diskvalificerad | Diskvalificerad |